# Бежевец, Александр Саввич

Генерал А. С. Бежевец на испытаниях Миг-31 (1979) в 8-м ГНИИ ВВС им. Чкалова, Ахтубинск.

Алекса́ндр Са́ввич Бежеве́ц (16 июля 1929, Слепчицы, Волынский округ — 22 июля 2015, Москва) — офицер ВВС СССР, Герой Советского Союза (1975), Лётчик-испытатель 1-го класса, заслуженный лётчик-испытатель СССР (1971), генерал-майор авиации (1978).

## Биография
Родился в селе Слепчицы Черняховского района (ныне в Житомирской области, Украина). В 1948 году окончил Киевскую спецшколу ВВС.
В армии с 1948 года. В 1951 году окончил Батайское военное авиационное училище лётчиков, до 1954 года был в нём лётчиком-инструктором. В 1959 году окончил Ленинградскую Краснознамённую военно-воздушную инженерную академию (ЛКВВИА) имени А. Ф. Можайского.
С 1959 года по 1988 год — на лётно-испытательной работе в Государственном Краснознамённом научно-испытательном институте ВВС. В 1975—1983 годах был начальником 1-го Управления, занимавшегося испытаниями самолётов в Ахтубинске. С ноября 1986 года по декабрь 1988 года — начальник 4-го научно-испытательного управления 8-го ГНИИ ВВС им. Чкалова, проводившего испытания военно-транспортных самолётов и вертолётов на аэродроме «Чкаловский», старший летчик-испытатель.
Провёл государственные испытания сверхзвуковых боевых самолётов МиГ-25Р (1966—1967), МиГ-23Б (1969—1970), МиГ-27К (1974), МиГ-31 (1979), МиГ-29 (1980—1981), реактивного военно-транспортного самолёта Ан-124 (1983—1984) и других самолётов.
С марта 1971 года по апрель 1972 года участвовал в боевых действиях в Египте. Был командиром особого отряда, состоявшего из секретных в то время сверхзвуковых самолётов-разведчиков МиГ-25Р. Лично совершил 50 боевых вылетов (из них 2 — над территорией Израиля).
За мужество и героизм, проявленные при испытании новой авиационной техники, полковнику Бежевцу Александру Саввичу Указом Президиума Верховного Совета СССР от 3 апреля 1975 года присвоено звание Героя Советского Союза с вручением ордена Ленина и медали «Золотая Звезда» (№ 11232).
В ноябре 1981 года был удостоен Государственной премии СССР за успешные испытания сверхзвукового перехватчика МиГ-31.
Всего освоил 80 типов самолётов.
С января 1989 года — в запасе. До 1998 года работал представителем Лётно-исследовательского института имени М. М. Громова на аэродроме «Чкаловский». Жил в посёлке Чкаловский (в черте города Щёлково) Московской области.
17 декабря 2012 года распоряжением Правительства Российской Федерации № 2406-р была присуждена премия за значительный вклад в развитие Военно-воздушных сил в области испытания и исследования вооружения, военной и специальной техники Военно-воздушных сил, способствовавшие прогрессу отечественной авиации и средств противовоздушной обороны.
Скончался 22 июля 2015 года в Центральном научно-исследовательском авиационном госпитале. Похоронен на Федеральном военном мемориальном кладбище.

## Награды
- Медаль «Золотая Звезда» Героя Советского Союза (№ 11232);
- дважды Орден Ленина (1975, 1982);
- Орден Красного Знамени (1971);
- медали;
- Государственная премия СССР (1981);
- Заслуженный лётчик-испытатель СССР (1971);
- Премия Правительства Российской Федерации за значительный вклад в развитие Военно-воздушных сил (17 декабря 2012 года) — за испытания и исследования вооружения, военной и специальной техники Военно-воздушных сил, способствовавшие прогрессу отечественной авиации и средств противовоздушной обороны[3].

## Память

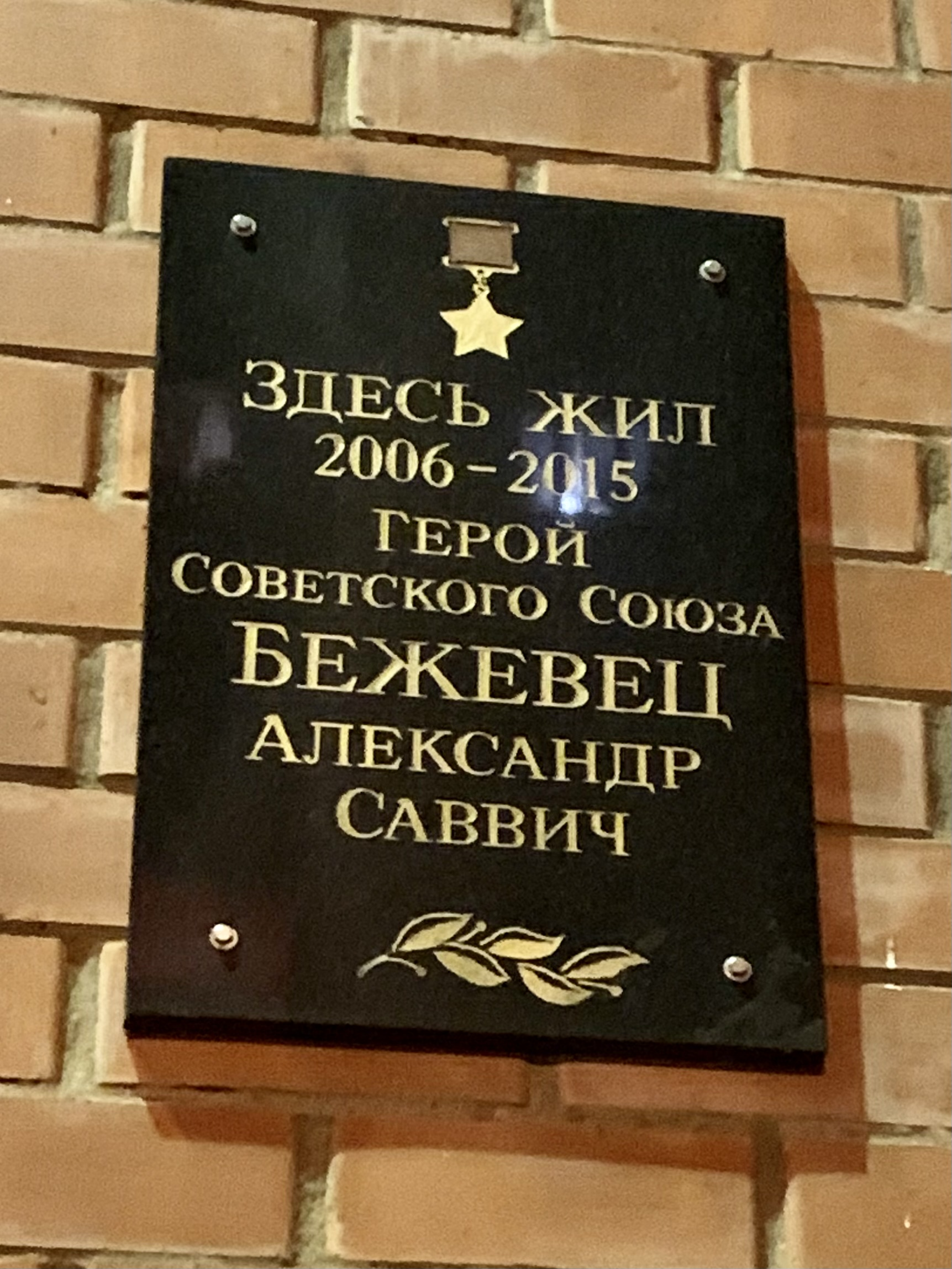
Памятная доска на доме, в котором Алекса́ндр Са́ввич жил с 2006 по 2015 год.

После смерти открыта мемориальная доска на доме в Чкаловской, Московской области, на улице Ленина 11, где Алекса́ндр Са́ввич жил с семьей с 2006 по 2015 год.